# Brent Peterson (Eishockeyspieler, 1972)
Brent Peterson (* 20. Juli 1972 in Calgary, Alberta) ist ein ehemaliger kanadischer Eishockeyspieler, der im Verlauf seiner aktiven Karriere zwischen 1990 und 2004 unter anderem 56 Spiele für die Tampa Bay Lightning in der National Hockey League (NHL) auf der Position des linken Flügelstürmers bestritten hat. Zudem absolvierte Peterson insgesamt 200 Partien für die Kassel Huskies in der Deutschen Eishockey Liga (DEL) und stand in 247 weiteren Begegnungen in der International Hockey League (IHL) auf dem Eis.

## Karriere
Peterson war zu Beginn seiner Juniorenkarriere in der Saison 1990/91 zunächst für das kanadische Team der Thunder Bay Flyers in der US-amerikanischen Juniorenliga United States Hockey League (USHL) aktiv. Anschließend besuchte der Stürmer vier Jahre lang die Michigan Technological University und ging einem Studium nach. Parallel lief er dabei für die Michigan Tech Huskies in der Western Collegiate Hockey Association (WCHA), einer Division im Spielbetrieb der National Collegiate Athletic Association (NCAA), auf. Während seiner Zeit am College nahm er mit der Auswahlmannschaft des kanadischen Eishockeyverbands Hockey Canada am Spengler Cup 1993 teil. Ebenso war er im selben Jahr im NHL Supplemental Draft 1993 an der dritten Gesamtposition von den Tampa Bay Lightning aus der National Hockey League (NHL) ausgewählt worden.
Die Lightning verpflichteten den Kanadier nach dem Abschluss seines Studiums im Sommer 1995 und setzten ihn in der Saison 1995/96 bei ihrem Farmteam, den Atlanta Knights, in der International Hockey League (IHL) ein. Im folgenden Spieljahr war Peterson hauptsächlich bei den Adirondack Red Wings in der American Hockey League (AHL), während er weiterhin der Organisation der Tampa Bay Lightning angehörte und für diese in 17 NHL-Partien auf dem Eis stand. Ähnlich verhielt es sich mit den NHL-Einsatzzeiten des Stürmers auch in den beiden folgenden Spielzeiten, in denen er die Mehrzahl seiner Einsätze für die Milwaukee Admirals, Cleveland Lumberjacks und Grand Rapids Griffins in der IHL absolvierte. Im März 1999 verkauften die Lightning Peterson schließlich an die Pittsburgh Penguins, wo er bis zum Saisonende allerdings nicht in der NHL eingesetzt und sein auslaufender Vertrag nicht verlängert wurde.
Peterson schloss sich daraufhin im Juli 1999 als Free Agent den Nashville Predators an, setzte sich dort jedoch auch nicht in der NHL durch. Er kam im Verlauf der Saison 1999/2000 zu keinem Einsatz für Nashville, sondern fand sich lediglich in der IHL wieder, wo er erneut für die Milwaukee Admirals spielte. Der Offensivspieler wagte nach dieser für ihn enttäuschenden Spielzeit seiner Karriere in Europa einen neuen Impuls zu verschaffen. Er schloss sich zum Beginn der Saison 2000/01 zunächst den SCL Tigers aus der Schweizer Nationalliga A (NLA) an. Er verließ den Klub aber bereits nach zehn Einsätzen und wechselte ins benachbarte Deutschland zu den Kassel Huskies aus der Deutschen Eishockey Liga (DEL). Dort avancierte Peterson schnell zu einem Leistungsträger und verbrachte insgesamt vier Spielzeiten dort, in denen er 200 DEL-Spiele bestritt und mit Ausnahme seines letzten Jahres stets 20 Scorerpunkte erreichte. Im Sommer 2004 beendete der 32-Jährige seine aktive Karriere.

## Karrierestatistik
(Legende zur Spielerstatistik: Sp oder GP = absolvierte Spiele; T oder G = erzielte Tore; V oder A = erzielte Assists; Pkt oder Pts = erzielte Scorerpunkte; SM oder PIM = erhaltene Strafminuten; +/− = Plus/Minus-Bilanz; PP = erzielte Überzahltore; SH = erzielte Unterzahltore; GW = erzielte Siegtore; 1 Play-downs/Relegation; Kursiv: Statistik nicht vollständig)